# Évangiles d'Otton III

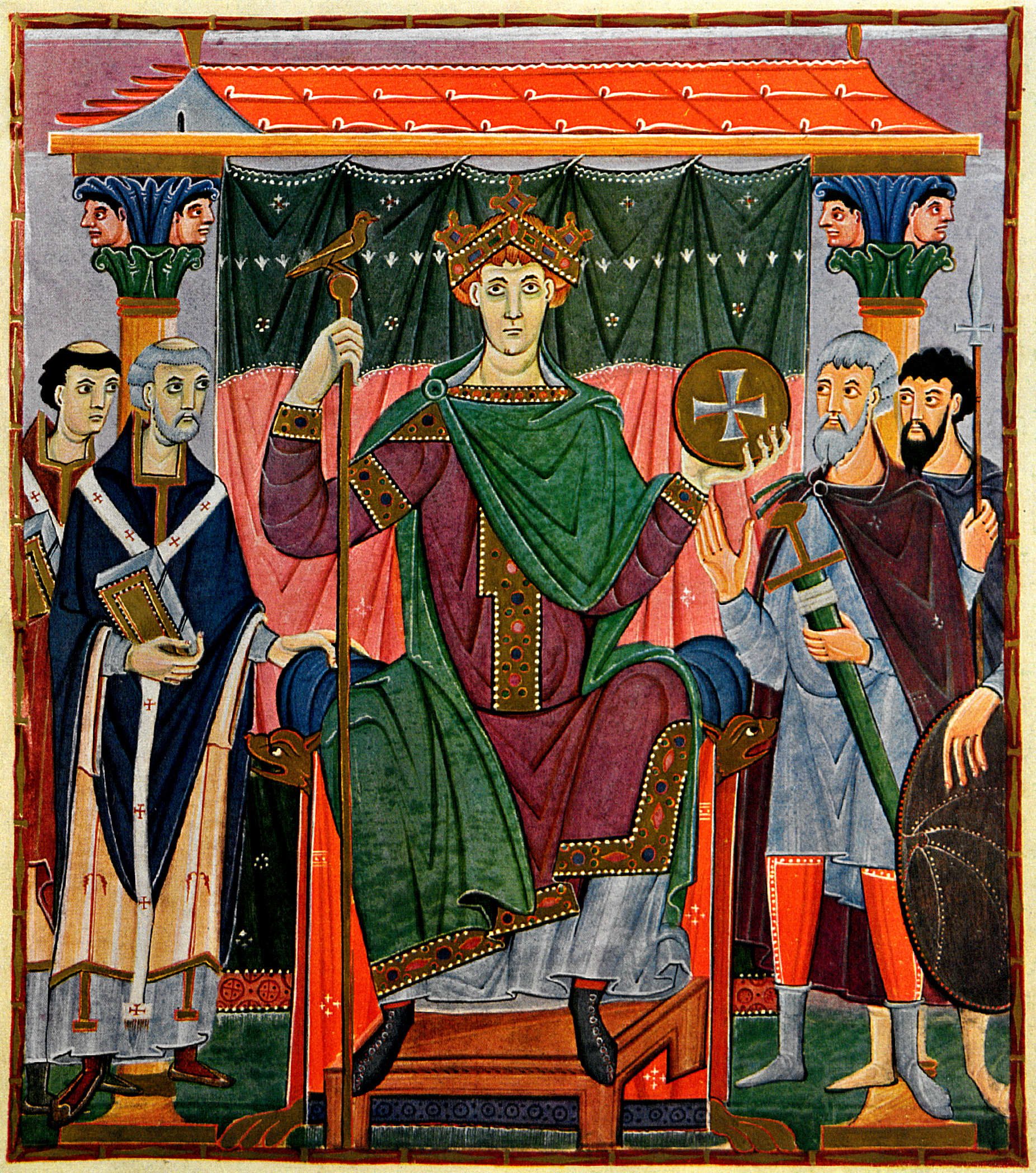
L'empereur Othon III, miniature du manuscrit

Les Évangiles d'Otton III (Munich, Bayerische Staatsbibliothek, Clm 4453) sont un manuscrit enluminé de la fin du Xe ou du début du XIe siècle. Il contient la version de la Vulgate des quatre Évangiles et divers commentaires, notamment d'Eusèbe de Césarée.

## Description
Les Évangiles d'Otton III sont un exemple notable d'enluminure ottonienne, réalisé à l'abbaye de Reichenau dans l'atelier du moine Liuthard.
Le manuscrit comprend 276 folios (334x242 mm), et inclut notamment une miniature d'Otton III représenté trônant, et des quatre provinces du Saint-Empire venant lui rendre hommage : Rome, les Gaules, la Germanie et la Slavonie.
Trente-quatre autres miniatures sont présentes dans le manuscrit, dont des portraits des évangélistes. Douze pages de tables des canons sont décorées, et chaque évangile est introduit par une page d'incipit décorée.

## Galerie

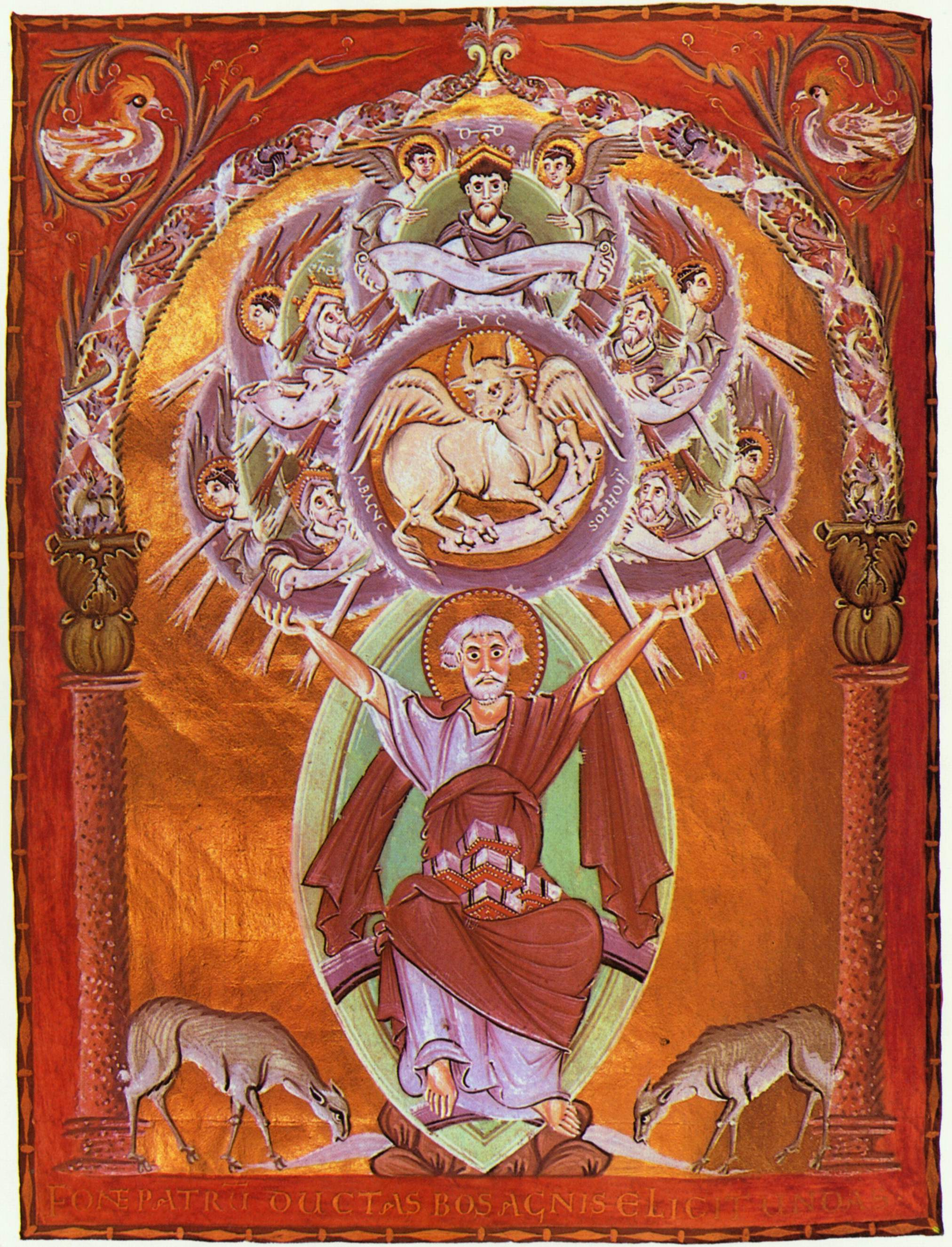
saint Luc
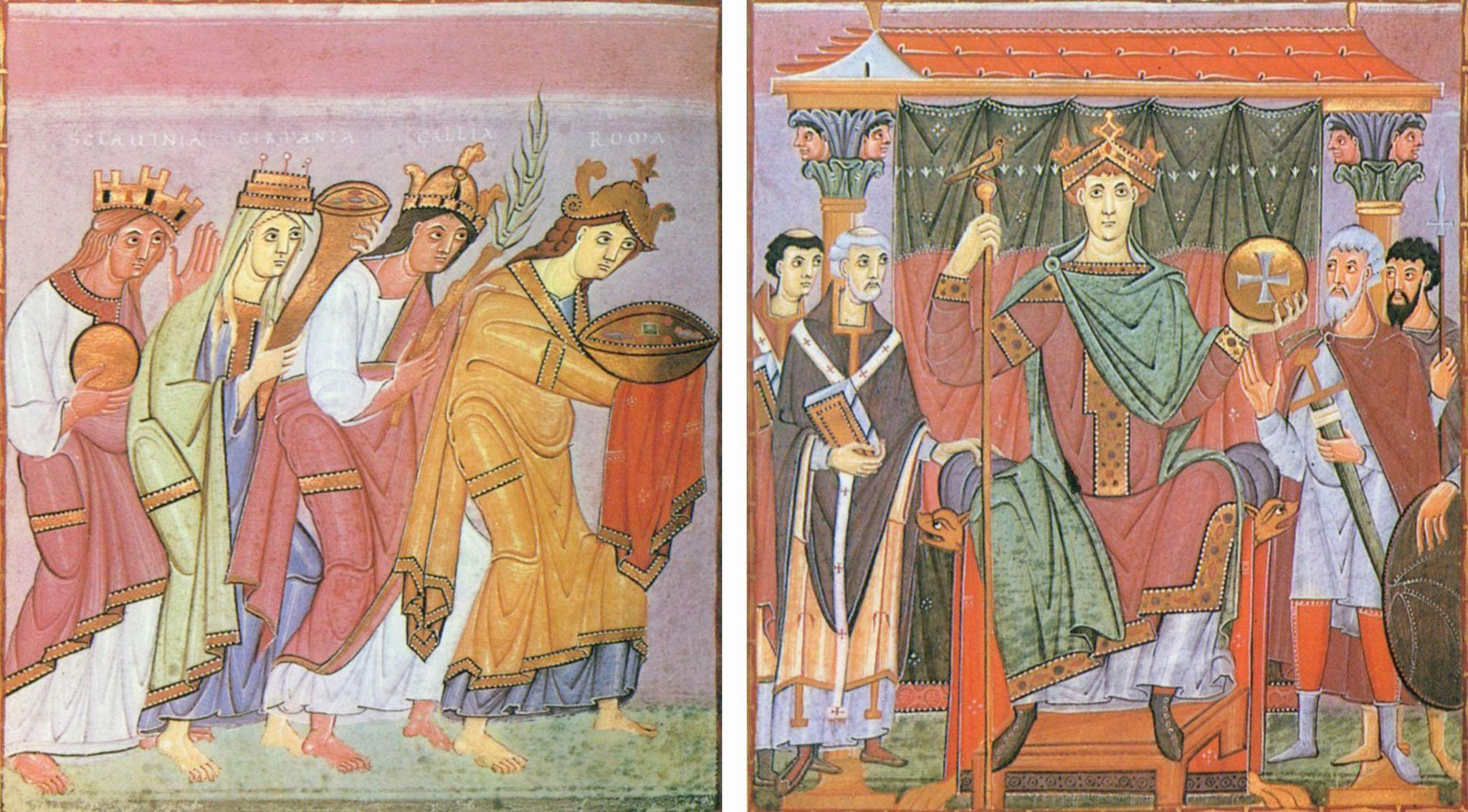
La Slavonie, la Germanie, les Gaules et Rome rendent hommage à Otton III